# Isla Pazhou
La isla Pazhou (en chino:琶洲岛) es una isla en el sureste del distrito central de Cantón, en la República Popular de China. Tiene una superficie total de 15 km². La isla es administrada por la calle Pazhou (琶洲街道) del distrito Haizhu.
Siendo el centro de la ciudad y el interior del delta del Río Perla, Panzhou es el futuro distrito central de Cantón con muchos negocios e instalaciones recreativas. El Centro de exhibiciones y convenciones internacionales de Cantón (en chino: 广州国际会展中心) se encuentra en la isla, donde la Feria de Cantón se celebra todos los años
Hay una estación de metro en Pazhou, la estación de Pazhou.